# Leptasterias leptalea
Leptasterias leptalea är en sjöstjärneart som beskrevs av Addison Emery Verrill 1914. Leptasterias leptalea ingår i släktet Leptasterias och familjen trollsjöstjärnor. Inga underarter finns listade i Catalogue of Life.